# Andziulewicza
Andziulewicza (biał. Андзюлевіча; ros. Андюлевича, Andiulewicza) – chutor na Białorusi, w obwodzie grodzieńskim, w rejonie werenowskim, w sielsowiecie Raduń.